# Wissenschaft und Frieden
W & F. Wissenschaft und Frieden ist eine interdisziplinäre Wissenschaftszeitschrift für Friedensforschung, Friedenspolitik und Friedensbewegung. W&F erscheint seit 1983 und publiziert zu friedenspolitischen, militär-strategischen und rüstungstechnischen Fragen aus naturwissenschaftlicher, politikwissenschaftlicher, sozialwissenschaftlicher, psychologischer und ethischer Sicht. Die Autoren untersuchen Gewaltursachen und -verhältnisse, beziehen Position zur Verantwortung der Wissenschaft und thematisieren Wege und Möglichkeiten zur zivilen Konfliktlösung, zur Wahrung der Menschenrechte und zur Zukunftssicherung. Die Zeitschrift Wissenschaft & Frieden ist integriert in das Linksnet.
Im März 2018 wurde die Redaktion von Wissenschaft & Frieden mit dem Göttinger Friedenspreis ausgezeichnet.

## Themenschwerpunkte
Angesiedelt zwischen Friedensforschung, Friedensbewegung und interessierter Öffentlichkeit behandelt sie  Entwicklungen und Diskussionen zu den Themen Frieden, Abrüstung, Sicherheit und Konflikt und will diese sowohl Fachkreisen wie auch einer allgemeinen Leserschaft zugänglich machen. Sie richtet sich an Wissenschaftler aus Geistes-, Sozial- und Naturwissenschaften, Studierende (u. a. der Studiengänge der Friedens- und Konfliktforschung), Fachkräfte aus den Kirchen, aus der Konfliktbearbeitung (z. B. Ziviler Friedensdienst), Lehrer,  Abgeordnete sowie Aktive aus der Friedensbewegung und zivilgesellschaftlichen Organisationen.
Jede der vierteljährlich erscheinenden Ausgaben von W&F hat ein Schwerpunktthema, das von verschiedenen Seiten beleuchtet wird. Die Auflage beträgt 1.100 Exemplare. Der Umfang beträgt 60 bis 72 Seiten, denen häufig zusätzlich ein Dossier beigelegt ist. Seit Januar 2013 erscheint W&F auch als ePub und pdf in digitaler Form.

## Zeitschrift & Dossier
Wissenschaft und Frieden behandelt  Themen der Friedenspolitik. Jede Ausgabe hat ein Schwerpunktthema, ausgewählt nach Aktualität und Relevanz. Dazu gehörten in den letzten Jahren:
- 3/2023 Gesellschaft in Konflikt
- 2/2023 Klimakrise
- 1/2023 Jenseits der Eskalation
- 4/2022 Gewalt/Ökonomie
- 3/2022 Krieg gegen die Ukraine
- 2/2022 Kriegerische Verhältnisse
- 1/2022 Täter*innen
- 4/2021 Chinas Welt?
- 3/2021 Frieden lernen, aber wie?
- 2/2021 Völkerrecht in Bewegung
- 1/2021 »Friedensmacht« EU?

...
- 3/2016 Politischer Islam
- 2/2016 Stadt im Konflikt – Urbane Gewalträume
- 1/2016 Friedensforschung
- 4/2015 Deutsche Verantwortung
- 3/2015 Friedensverhandlungen
- 2/2015 Technik_Konflikte
- 1/2015 Afrika
- 4/2014 Soldat sein
- 3/2014 Die Kraft der Künste
- 2/2014 Gewalt(tät)ige Entwicklung
- 1/2014 Konfliktdynamik im »Globalen Norden«

Zusätzlich zu der vierteljährlich erscheinenden Fachzeitschrift sind in den letzten Jahren folgende Dossiers (8 bis 24 Druckseiten) zu aktuellen Themen der Sicherheits- und Friedenspolitik veröffentlicht worden:
- Dossier 96: Quo Vadis, Friedensforschung?
- Dossier 95: Weltraum zwischen Konflikt und Konfrontation
- Dossier 94: Frauen, Friedensforschung, Feminismus
- Dossier 93: Künstliche Intelligenz zieht in den Krieg
- Dossier 92: Mehr »gemeinsame Sicherheit« wagen
- Dossier 91: Palästina unter der Besatzung
- Dossier 90: Autonome Waffensysteme – auf dem Vormarsch?
- Dossier 89: Mit Kampfdrohnen und Killerroboter
- Dossier 88: Verifikation nuklearer Abrüstung
- Dossier 87: AFD, Pegida & Co.
- Dossier 86: Wachsendes Ungleichgewicht
- Dossier 85: Transhumanismus und Militär
- Dossier 84: Gendern, Frauen und Friedensengagement
- Dossier 83: Ziviles Peacekeeping
- Dossier 82: Gescheiterter Friedensprozess und Bürgerkrieg in der Türkei
- Dossier 81: Konversion
- Dossier 80: Feindbilder und Konflikteskalation
- Dossier 79: Kriegsführung im Cyberspace
- Dossier 78: Zivilklausel
- Dossier 77: Rechter Terror in Deutschland
- Dossier 76: Ein kritischer Blick auf die »Schutzverantwortung«
- Dossier 75: Friedenslogik statt Sicherheitslogik
- Dossier 74: Information Warfare und Informationsgesellschaft

## Vorstand
Im Vorstand von W&F sitzen 
Johannes M. Becker, Doris Fleischer, Hans-Jörg Kreowski, Christiane Lammers, Rasmus Möring, Mariel Reiss und Michaela Zöhrer.

## Redaktion und Autoren
Die Redaktion besteht aus Wissenschaftlern, Journalisten und Studierenden, die aus unterschiedlichen wissenschaftlichen Perspektiven Themen der Friedens- und Konfliktforschung beleuchten.
Wissenschaft und Frieden hat einen Autorenstamm von  Fachleuten – mehrheitlich aus Deutschland. In den 2010er Jahren wurden zunehmend auch Autoren aus dem europäischen und außereuropäischen Ausland gewonnen. Die Zeitschrift erscheint in deutscher Sprache. Fremdsprachige Artikel werden übersetzt; sie dienen  dem Transfer von Diskussionen aus dem Ausland nach Deutschland.

## Träger
Der Trägerkreis von W & F besteht aus friedenspolitischen Initiativen, Vereinigungen und Institute:
- Arbeitsgemeinschaft für Friedens- und Konfliktforschung e. V. (AFK)
- Arbeitskreis Historische Friedens- und Konfliktforschung e. V. (AKHF)
- Bund demokratischer Wissenschaftlerinnen und Wissenschaftler e. V. (BdWi)
- Forum Friedenspsychologie – Bewusst-sein für den Frieden (FFP)
- Forum InformatikerInnen für Frieden und gesellschaftliche Verantwortung (FIfF)
- Friedensakademie Rheinland-Pfalz
- Informationsstelle Militarisierung (IMI) e. V.
- Informationsstelle Wissenschaft und Frieden e. V. (IWIF)
- Juristinnen und Juristen gegen atomare, biologische und chemische Waffen, Sektion BRD der IALANA M
- NaturwissenschaftlerInnen-Initiative Verantwortung für Friedens- und Zukunftsfähigkeit e. V. (NatWiss)
- Pädagoginnen und Pädagogen für den Frieden (PPF)
- Zentrum für Konfliktforschung der Philipps-Universität Marburg